# Monster World IV
Monster World IV è un videogioco pubblicato da SEGA nel 1994 per Sega Mega Drive nel solo Giappone; nel 2012 è stato tradotto in lingua inglese e reso disponibile nei servizi per la distribuzione digitale Virtual Console, PlayStation Network e Xbox Live. Nel 2019 il gioco è incluso nell'edizione del nuovo SEGA Mega Drive Mini.
Il Monster World in questa storia assume un aspetto orientale, da mille e una notte. La protagonista è Asha, una ragazza con capelli verdi e occhi blu armata di scimitarra che riesce a comunicare anche con alcuni spiriti.

## Remake
Wonder Boy: Asha in Monster World è un remake del gioco originale, ma utilizza una grafica cel-shading in 2.5D, sviluppato da Studio Artdink e G Choice, prodotto da ININ Games e Sega, pubblicato in data 28 maggio 2021 per PlayStation 4 e Nintendo Switch e su Steam il 29 giugno 2021.
Le versioni fisiche includono il gioco originale Monster World IV come bonus.